# Ad ali di falco

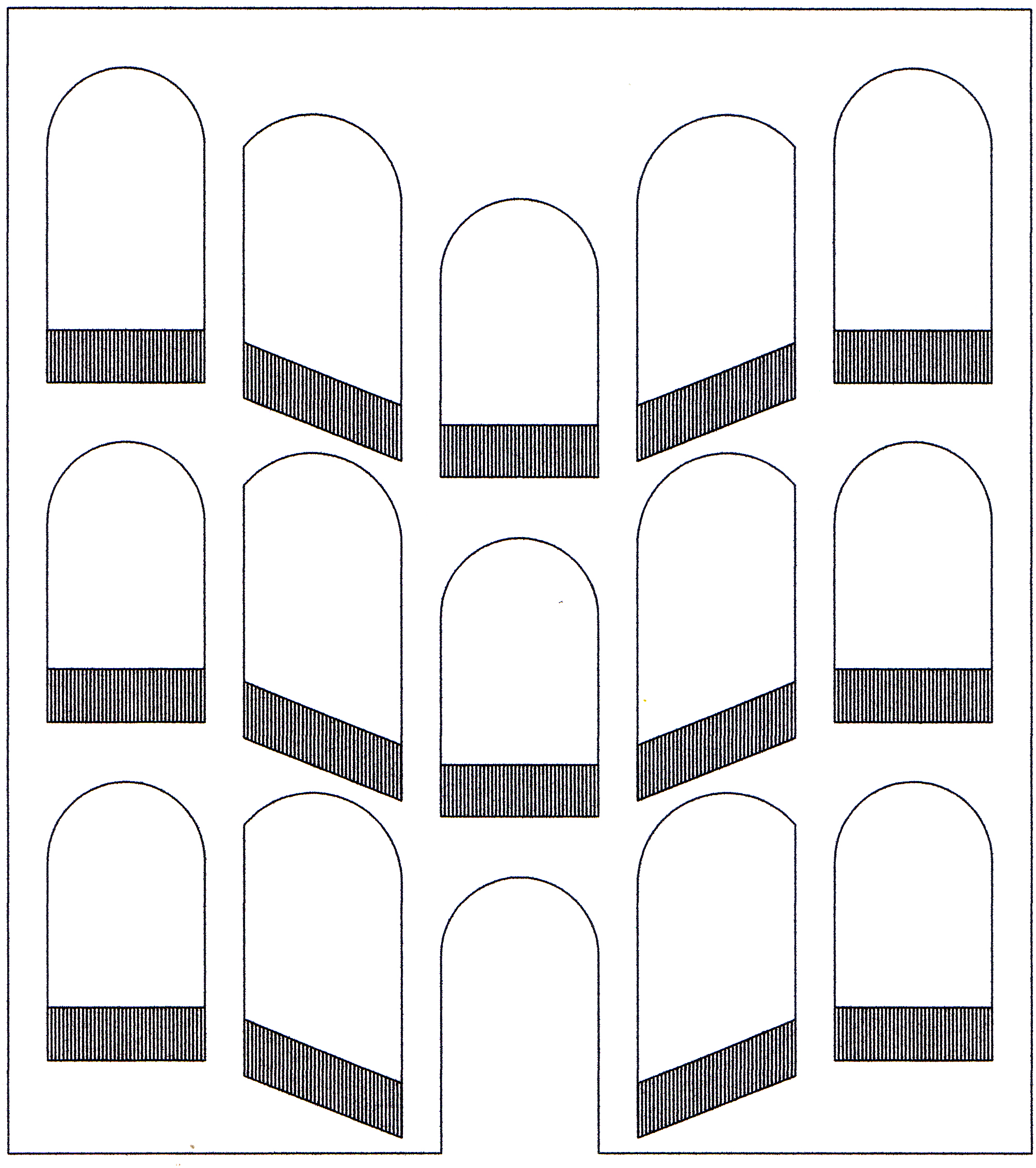
Schéma d'un escalier napolitain
dit ad ali di falco.

Ad ali di falco (en français : « en ailes de faucon ») est un terme italien d'architecture qui désigne un type d'escalier ouvert en façade des édifices résidentiels napolitains, construits au XVIIIe siècle.

## Description
Très scénographique, ce type d'escalier de style baroque napolitain, se trouve principalement sur la façade de l'espace interne des palais, autrefois jardin, comme le palazzo Mastelloni, le palazzo San Felice, le palazzo Tufarelli, le palazzo dello Spagnolo. Son principal protagoniste est l'architecte Ferdinando Sanfelice.
La façade en forme d'ailes de faucon, d'où son appellation, est caractérisée par un escalier à jour central — pozzo centrale – ou à double jour (doppio pozzo) et par un nombre d'arcs dont l'aspect varie en fonction des dimensions de l'édifice.
À l'intérieur, la cage est soutenue par des pilastres raccordés à des arceaux rampants et sur les paliers à des voûtes sphériques et des voûtes d'arête.

## Exemples d'escalierad ali di falco

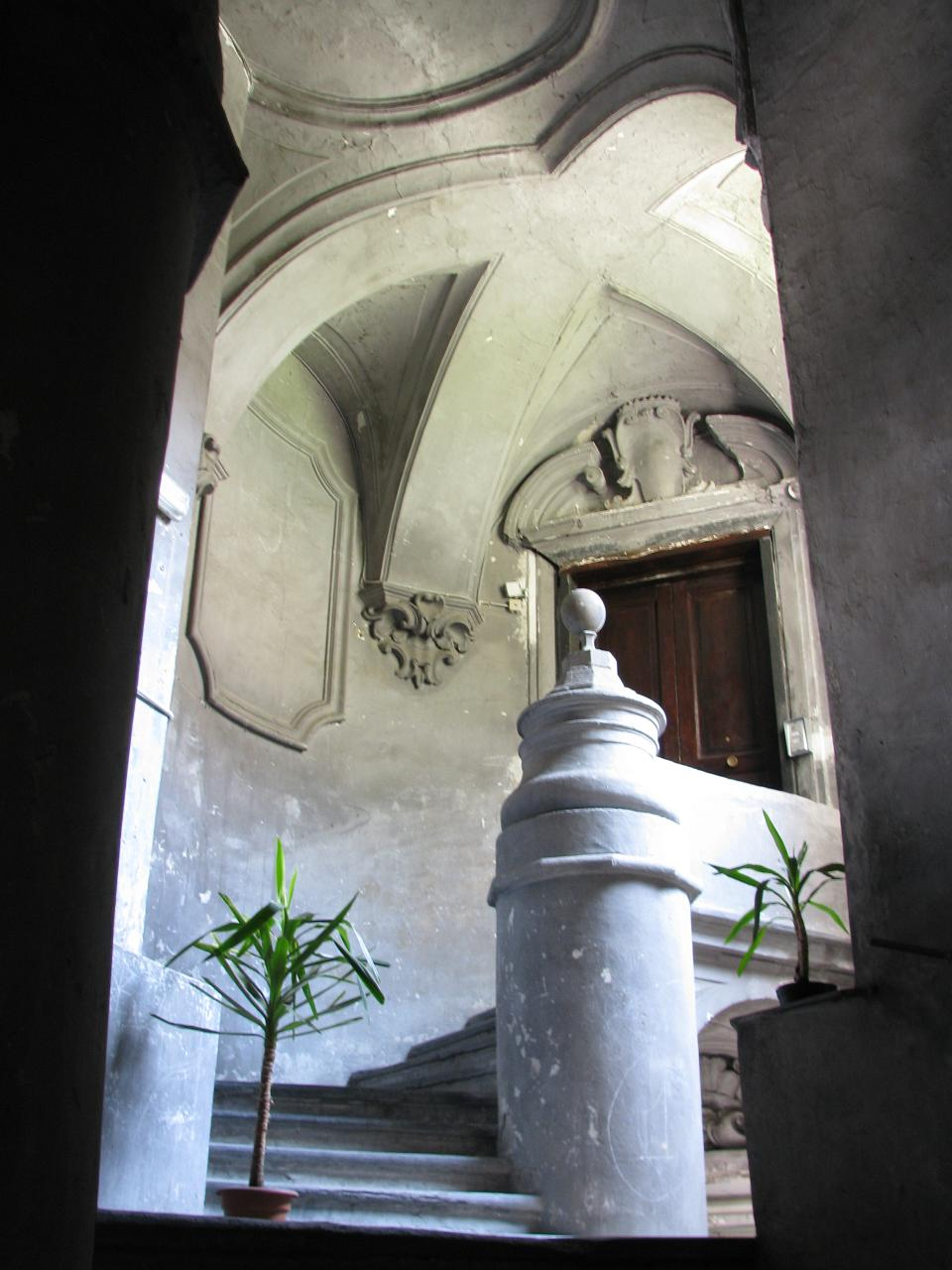
Intérieur de la cage d'escalier du palazzo Sanfelice
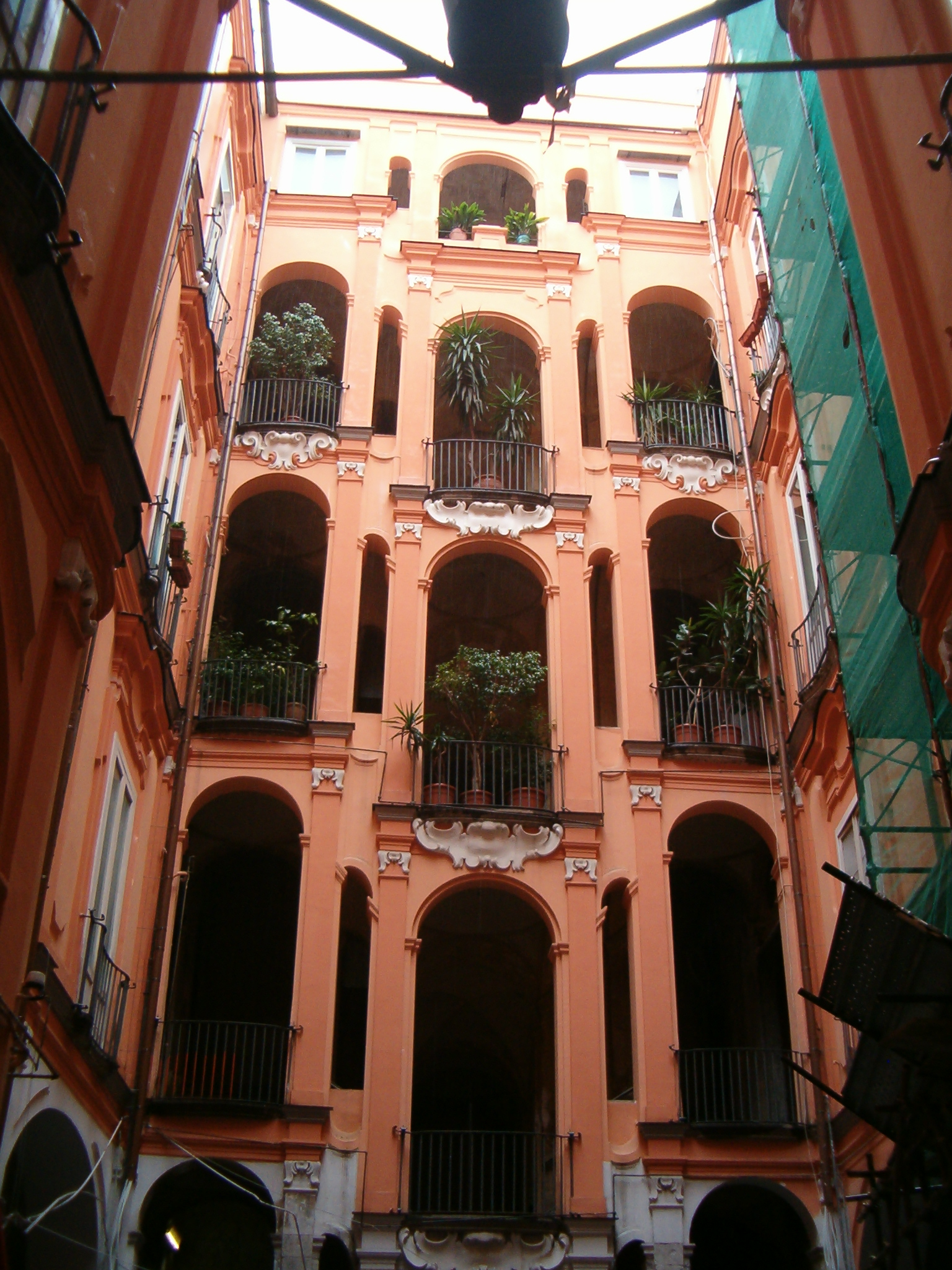
Palazzo Trabucco.
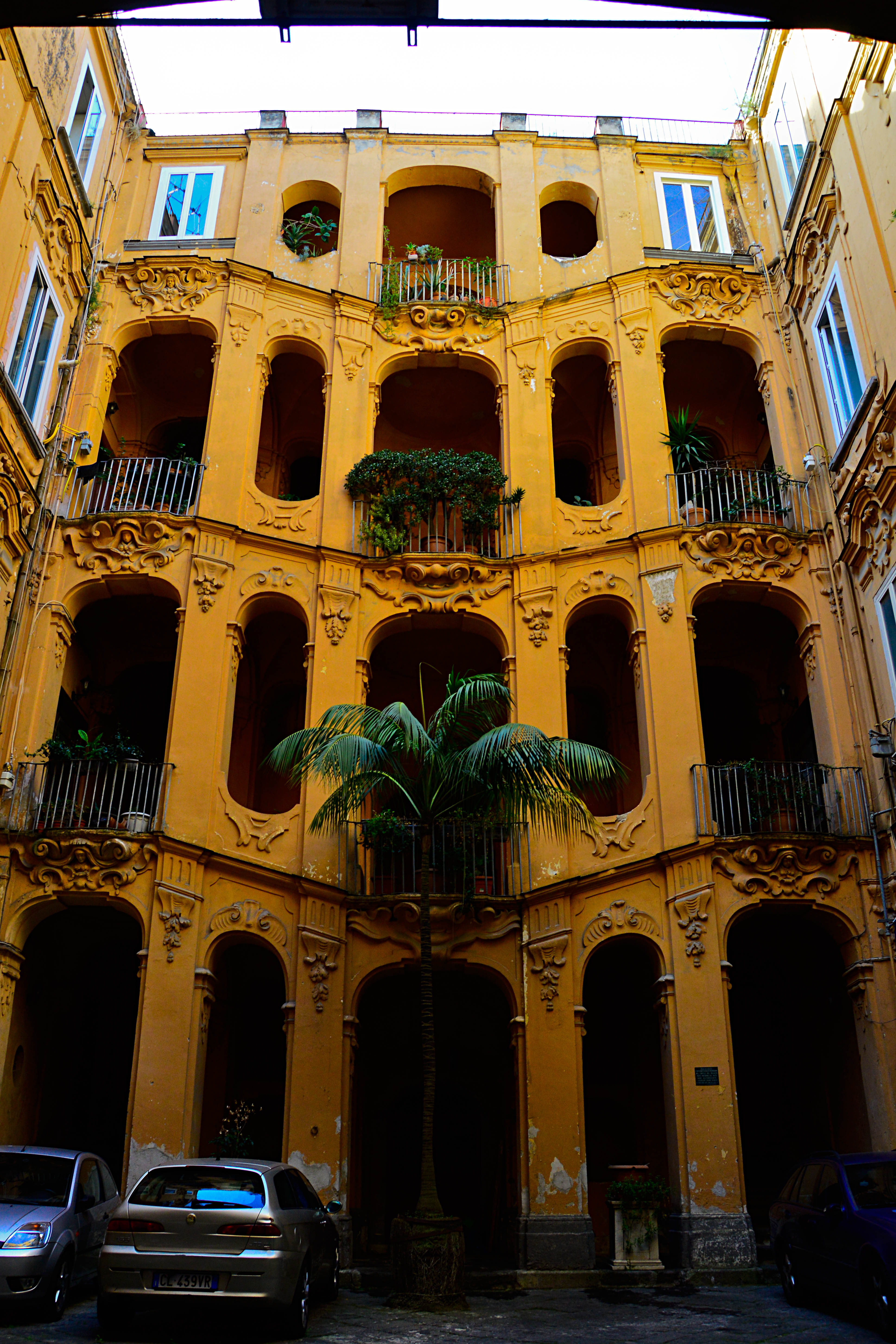
Palazzo Constantino.

## Autres types d'escaliers

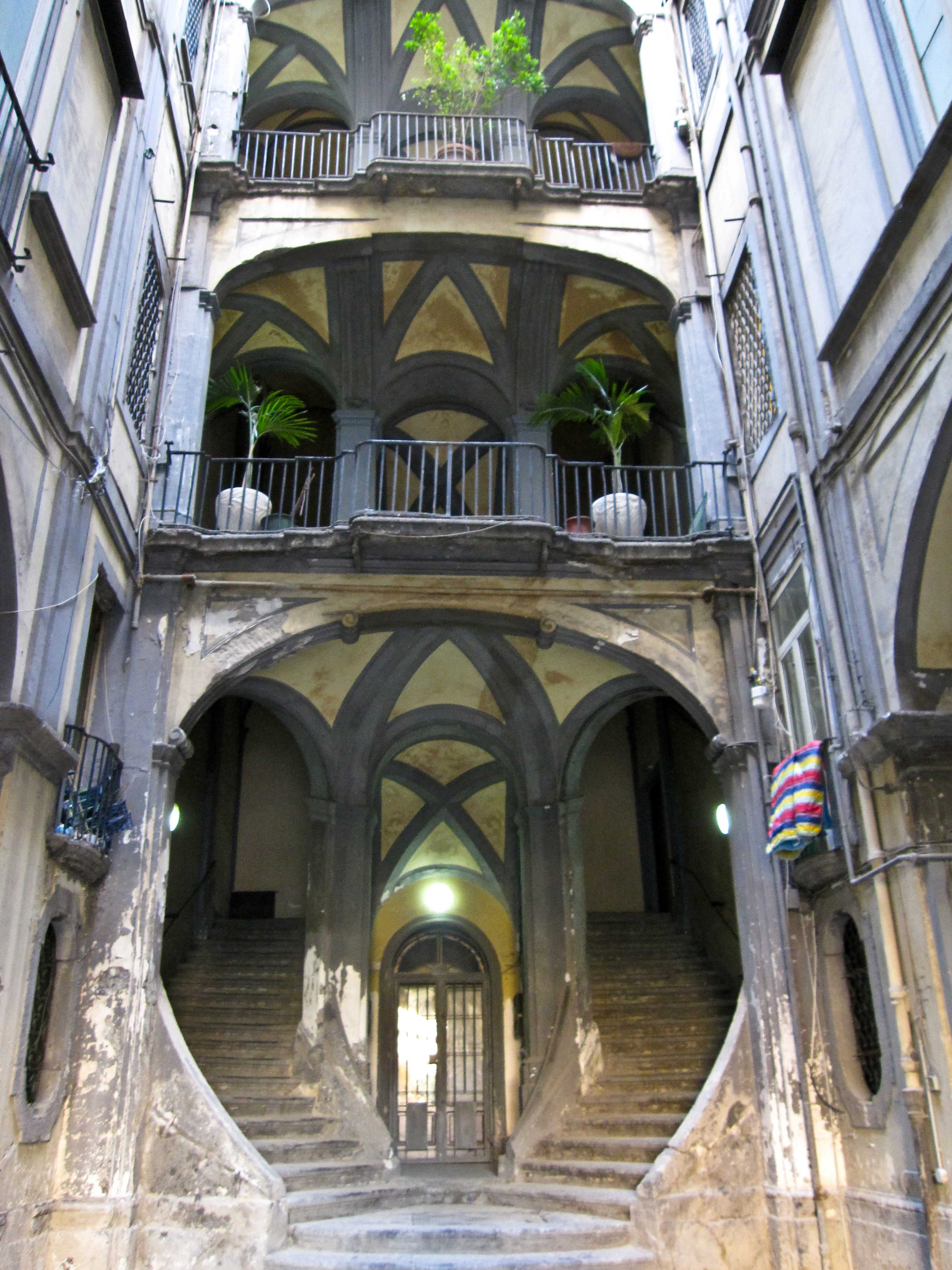
L'escalier du palazzo Mastelloni.
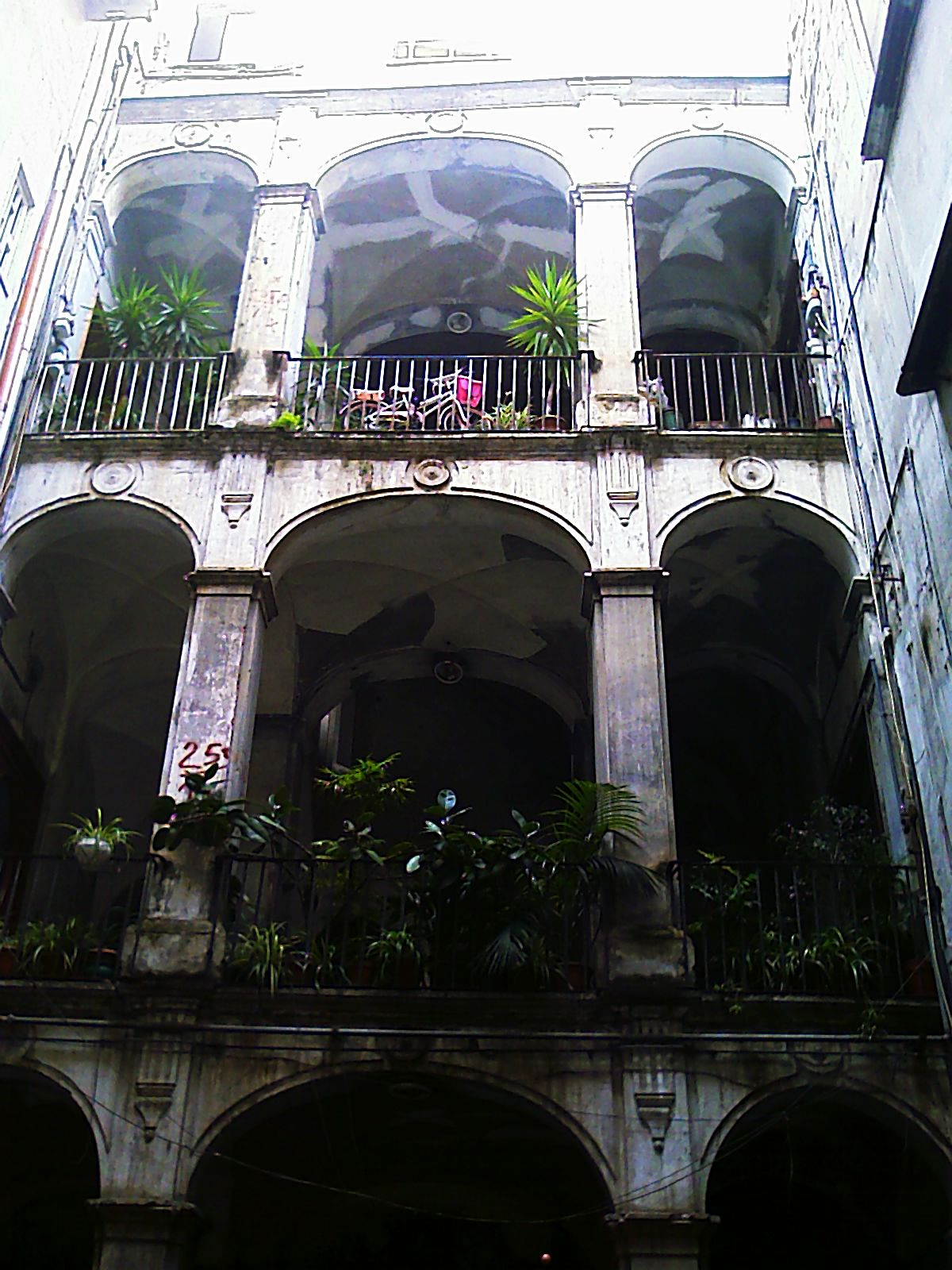
Palais avec l'escalier dans l'axe du passage.
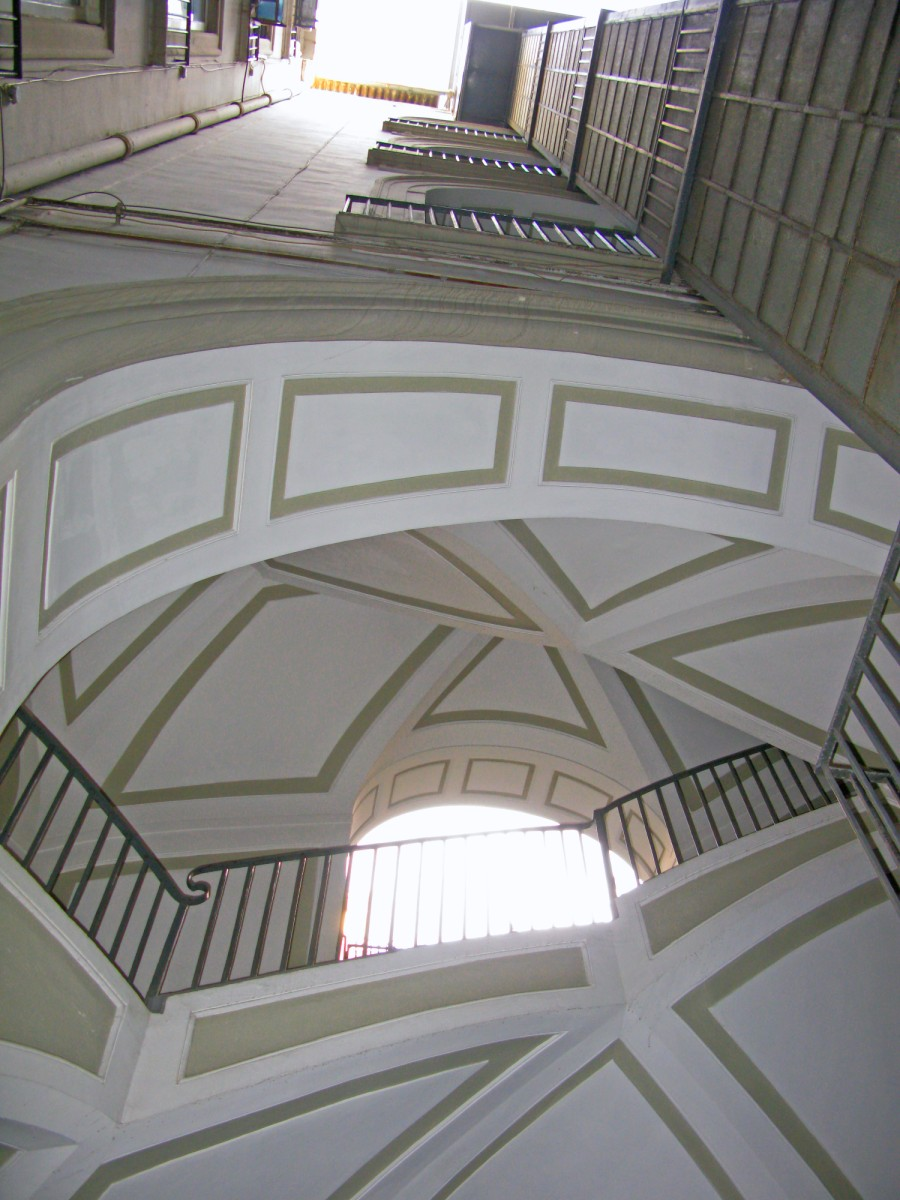
Intérieur d'un escalier d'un palais napolitain.
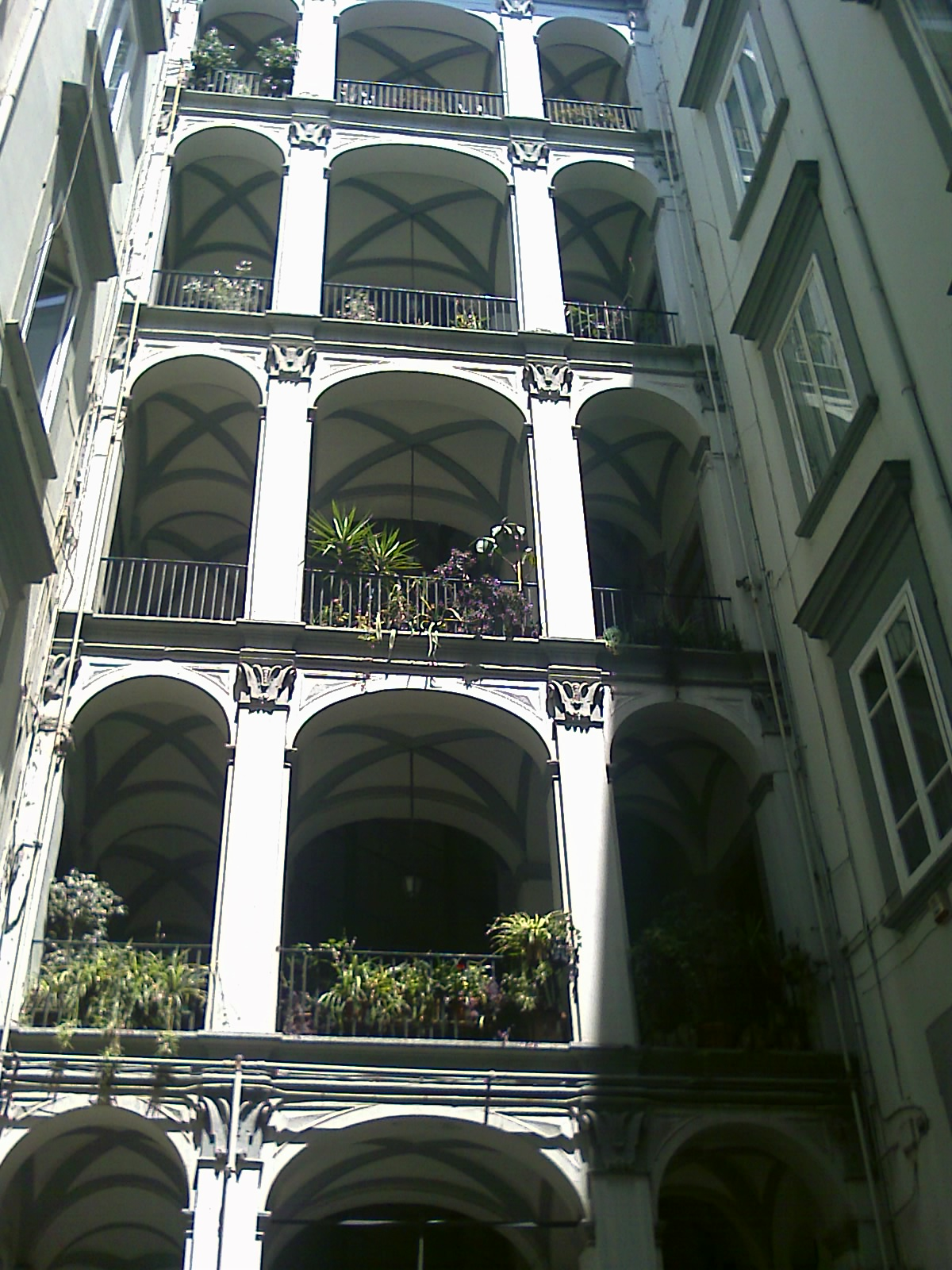
Palazzo Tufarelli.

## Sources
- (it) Architecture napolitaine, Université de Naples « Frédéric-II ».